# Liste der Bischöfe von Łomża
Die folgenden Personen waren Bischöfe von Wigry:
| Nr. | Bischof                        | von  | bis  | Beschreibung | Darstellung | Wappen |
| --- | ------------------------------ | ---- | ---- | --- | ----------- | ------ |
| 1   | Michał Franciszek Karpowicz CM | 1799 | 1803 | * 4. Oktober 1744 in Kamieniec, am 29. Juli 1761 Eintritt in den Lazaristenorden, 1767 zum Ordenspriester geweiht, am 28. März 1799 zum Bischof von Wigry bestimmt, konsekriert am 20. März 1800, durch Bischof Jan Chrzciciel Albertrandi, Titularbischof von Zenopolis in Lycia, † 5. November 1803                              |             |        |
| 2   | Jan Klemens Gołaszewski        | 1805 | 1820 | * 23. November 1748 in Tykocin, 1771 zum Priester geweiht, am 26. Juni 1805 Bischof von Wigry bestimmt, konsekr. am 5. März 1809 durch den Erzbischof von Gnesen, Ignacy Jan Zygmunt von Raczynski, Mitkonsekratoren waren der Bischof von Posen, Tymoteusz Paweł von Gorzeńsk, ab 30. Juni 1818 Bischof von Sejny, † 8. März 1820 |             |        |

Die folgenden Personen waren Bischöfe von Sejny:
| Nr. | Bischof                      | von  | bis  | Beschreibung | Darstellung | Wappen |
| --- | ---------------------------- | ---- | ---- | --- | ----------- | ------ |
| 1   | Ignacy Stanisław Czyżewski   | 1820 | 1823 | Am 29. Mai 1820 zum Bischof ernannt (konsekr.), † 11. Dezember 1823 |             |        |
| 2   | Mikołaj Jan Manugiewicz      | 1825 | 1834 | Am 19. Dezember 1825 zum Bischof ernannt (konsekr.), † 24. Juni 1834 |             |        |
| 3   | Paweł Straszyński            | 1836 | 1847 | * 26. Januar 1784 in Krasnystaw, am 25. Januar 1807 zum Priester geweiht, am 21. November 1836 zum Bischof von Sejny ernannt, konsekr. am 8. Januar 1837, † 20. Juni 1847 |             |        |
| 4   | Konstanty Ireneusz Łubieński | 1862 | 1869 | Am 21. Mai 1862 zum Bischof von Sejny ernannt (konsekr.), † 16. Juni 1869 |             |        |
| 5   | Piotr Paweł Wierzbowski      | 1872 | 1893 | * 18. Juli 1818 in Wierzbowo, am 23. Februar 1872 zum Bischof von Sejny ernannt (konsekr.) |             |        |
| 6   | Antanas Baranauskas          | 1897 | 1902 | * 5. Januar 1835 in Anykščiai, am 24. März 1884 zum Weihbischof in Samogizia o Tels (Zmudz) ernannt und zum Titularbischof von Thespiae konsekr., am 21. Juli 1897 Bischof von Sejny |             |        |
| 7   | Antanas Karosas              | 1910 | 1925 | * 27. Februar 1856 in Anykščiai, am 6. Juni 1883 zum Priester geweiht, am 8. November 1906 zum Weihbischof in Schytomyr, (Ukraine) und Titularbischof von Dorylaeum, konsekr. am 16. Juni 1907, am 7. August 1910 zum Bischof von Sejny ernannt, installiert am 29. Juni 1910, (bis 28. Oktober 1925), am 5. April 1926 Bischof von Vilkaviškis, (Litauen), † 7. Juli 1947 |             |        |

Die folgenden Personen waren bzw. sind Bischöfe von Łomża:
| Nr. | Bischof                   | von  | bis  | Beschreibung | Darstellung | Wappen |
| --- | ------------------------- | ---- | ---- | --- | ----------- | ------ |
| 8   | Romuald Jałbrzykowski     | 1925 | 1926 | * 7. Februar 1876 in Łętowo-Dąb, am 9. März 1901 zum Priester geweiht, am 29. Juli 1980 zum Weihbischof in Sejny und Titularbischof von Cusae ernannt, konsekr. am 30. November 1918, am 14. Dezember 1925 Bischof von Łomża, am 24. Juni 1926 Erzbischof von Vilnius, install. am 8. September 1926, † 19. Juni 1955 |             |        |
| 9   | Stanisław Kostka Łukomski | 1926 | 1948 | * 21. Oktober 1874 in Borek, am 24. Februar 1898 zum Priester geweiht, am 9. Mai 1920 zum Weihbischof in Gnesen und Titularbischof von Sicca Veneria ernannt, konsekr. am 23. Mai 1920, am 24. Juni 1926 Bischof von Łomża, † 28. Oktober 1948 |             |        |
| 10  | Czesław Falkowski         | 1949 | 1969 | * 28. November 1887 in Warschau, am 26. Juli 1910 zum Priester geweiht, am 24. Februar 1949 zum Bischof von Łomża ernannt, konsekr. am 8. Mai 1849 durch den Erzbischof von Vilnius, Romuald Jałbrzykowski, Mitkonsekratoren waren der Bischof von Siedlce, Ignacy Świrski und der Weihbischof von Vilnius Władysław Suszyński, † 25. August 1969 |             |        |
| 11  | Mikołaj Sasinowski        | 1970 | 1982 | * 16. November 1909 in Mieczki, am 28. März 1936 zum Priester geweiht, am 19. März 1970 zum Bischof von Łomża ernannt, Bischofsweihe am 5. April 1970 durch Kardinal Stefan Wyszyński, Erzbischof von Gnesen, Mitkonsekratoren waren der Bischof von Siedlce, Jan Mazur und der Weihbischof von Łomża Aleksander Mościcki, † 25. November 1980 |             |        |
| 12  | Juliusz Paetz             | 1982 | 1996 | * 2. Februar 1935 in Posen, am 28. Juni 1959 in Posen zum Priester geweiht, am 20. Dezember 1982 zum Bischof von Lomza ernannt, Bischofsweihe am 6. Januar 1983 durch Papst Johannes Paul II., Mitkonsekratoren waren Kurienkardinal Eduardo Martínez Somalo und der Erzbischof von Bangalore, Duraisamy Simon Lourdusamy, am 11. April 1996 Erzbischof von Posen, emeritiert am 28. März 2002, † 15. November 2019                                                                                 |             |        |
| 13  | Stanisław Stefanek        | 1969 | 2011 | * 7. Mai 1936 in Majdan Sobieszczanski, am 28. Juni 1959 zum Priester geweiht, am 4. Juli 1980 zum Weihbischof in Stettin-Cammin und Titularbischof von Forum Popilii ernannt, Bischofsweihe am 24. August 1980 durch den Bischof von Szczecin-Kamień, Kazimierz Jan Majdański, Mitkonsekratoren waren der Bischof von Lublin, Bolesław Pylak und der Weihbischof von Stettin-Cammin Jan Stefan Gałecki, am 26. Oktober 1996 Bischof von Łomża, emeritiert am 11. November 2011. † 17. Januar 2020. |             |        |
| 14  | Janusz Stepnowski         | 2011 |      | * 11. Juli 1958 in Ostrołęka, am 1. Juni 1985 zum Priester geweiht, am 11. November 2011 von Papst Benedikt XVI. zum Bischof von Łomża ernannt, Bischofsweihe spendet ihm am 18. Dezember 2011 der Präsident der Päpstlichen Kommission für Lateinamerika, Kardinal Marc Ouellet PSS, Mitkonsekratoren sind Stanisław Stefanek der emeritierte Bischof von Łomża und Erzbischof Celestino Migliore, Apostolischer Nuntius in Polen.                                                                 |             |        |